# Верхньогарасимівка
Верхньогара́симівка — село в Україні, у Сорокинській міській громаді Довжанського району Луганської області. Населення становить 286 осіб.

## Назва
Назва села двослівна, друга його частина утворена від імені першопоселенця Герасима, перша частина слова «Верхньо-» служить для відмінності назви села Нижньодеревечка і вказує на географічне положення села щодо річки.
Назва річки може мати два варіанти, найвірогідніший варіант утворення назви на староперсидській мовній основі від слова «дар'єче» (в перекладі на українську — річка). Можливий варіант утворення назви на українській мовній основі від слова деве'яка (деревячка).

## Географія
Географічні координати Верхньогарасимівки: 48°16' пн. ш. 39°56' сх. д. Часовий пояс — UTC+2. Загальна площа села — 3 км². Довжина Верхньогарасимівки з півночі на південь — 2,4 км, зі сходу на захід — 1 км.
Село розташоване у східній частині Донбасу за 12 км від районного центру — міста Сорокине і за 2 км від залізничної
станції Ізварине (на лінії Родакове—Лиха). Через село протікає річка Велика Кам'янка.

## Історія
Верхнегарасимівка заснована у 1815 році. Перші жителі — поселенці з Чернігівщини та Полтавщини. До революції село нараховувало близько 30 дворів. Основним видом діяльності було сільське господарство.
Починаючи з 1912 року в селах започатковуються дрібні шахти.
У 1913 році відкрито першу школу.
У січні 1918 року  встановлено радянську владу.
1929 року створено колгосп «Нове життя».
У липні 1942 Верхньогарасимівка була окупована німецькими військами. Перед відступом радянських військ більшість шахт села засипано та затоплено разом із обладнанням. 13 січня 1943 року село було звільнене Червоною армією. У роки Другої світової війни загинуло 34 жителі села.
За 1966—1975 роки в селі побудовано 7 16-квартирних будинків, 18 будинків для переселенців загальною площею 5345 м². Також були збудовані школа, дитячий садок, сільська рада, амбулаторя та будинок культури.
12 червня 2020 року, відповідно до Розпорядження Кабінету Міністрів України № 717-р «Про визначення адміністративних центрів та затвердження територій територіальних громад Луганської області», увійшло до складу Сорокинської міської громади.
17 липня 2020 року, в результаті адміністративно-територіальної реформи та ліквідації  Сорокинського району, увійшло до складу новоутвореного Довжанського району.

## Населення
За даними перепису 2001 року населення села становило 286 осіб, з них 12,24% зазначили рідною мову українську, 87,76% — російську.

## Соціальна сфера
- Середня загальноосвітня школа;
- Клуб;
- Бібліотека;
- Фельдшерсько-акушерський пункт.

## Визначні пам'ятки
- На околицях села виявлено два курганних могильники з двома курганами.